# Pericoma orientalis
Pericoma orientalis és una espècie d'insecte dípter pertanyent a la família dels psicòdids que es troba a Turquia.